# Communailles-en-Montagne
Communailles-en-Montagne is een plaats en voormalige gemeente in het Franse departement Jura in de regio Bourgogne-Franche-Comté en telt 45 inwoners (2009). De plaats maakt deel uit van het arrondissement Lons-le-Saunier.

## Geschiedenis
Op 1 januari 2016 fuseerde Communailles-en-Montagne met de gemeente Mignovillard tot een nieuwe gemeente, eveneens geheten Mignovillard. 

## Geografie
De oppervlakte van Communailles-en-Montagne bedraagt 4,2 km², de bevolkingsdichtheid is dus 10,7 inwoners per km².
De onderstaande kaart toont de ligging van Communailles-en-Montagne met de belangrijkste infrastructuur en aangrenzende gemeenten.

## Demografie
Onderstaande figuur toont het verloop van het inwonertal.